# Lijst van Nederlandse heerlijkheidswapens
Dit is een lijst van wapens van heerlijkheden zoals die geregistreerd staan bij de Hoge Raad van Adel.

## Gelderland

Wapen van de heerlijkheid Baak
Wapen van de heerlijkheid Dorenweerd
Wapen van de heerlijkheid Haeften
Wapen van de heerlijkheid Hellouw
Wapen van de heerlijkheid Hemmen
Wapen van de heerlijkheid Kerkwijk
Wapen van de heerlijkheid Leede en Oudeweerd
Wapen van de heerlijkheid Lichtenberg
Wapen van de heerlijkheid Meynerswijk
Wapen van de heerlijkheid Nederhemert
Wapen van de heerlijkheid Neerijnen
Wapen van de heerlijkheid Rosendael
Wapen van de heerlijkheid Scherpenzeel
Wapen van de heerlijkheid Verwolde
Wapen van de heerlijkheid Waardenburg
Wapen van Westervoort
Wapen van de heerlijkheid Wisch
Wapen van de heerlijkheid IJzendoorn

## Groningen

Wapen van Hoogkerk, Leegkerk en Dorkwerd
Wapen van de heerlijkheid Slochteren (1819)
Wapen van de heerlijkheid Slochteren (1952)
Wapen van de heerlijkheid Vredewold

## Limburg

Wapen van de heerlijkheid Blitterswijk
Wapen van de heerlijkheid Cadier
Wapen van de heerlijkheid Stevensweerd, Ohé en Laak
Wapen van de heerlijkheid Wanssum
Wapen van de heerlijkheid Well

## Noord-Brabant

Wapen van de heerlijkheid Burgst
Wapen van de heerlijkheid Kessel
Wapen van de heerlijkheid Nederveen-Cappel

## Noord-Holland

Wapen van de heerlijkheid Bennebroek
Wapen van de heerlijkheid Bergen
Wapen van de heerlijkheid Berkenrode
Wapen van de heerlijkheid Haringcarspel
Wapen van de heerlijkheid Hensbroek
Wapen van de heerlijkheid Kortenhoef
Wapen van de heerlijkheid Limmen
Wapen van de heerlijkheid Mijnden
Wapen van de heerlijkheid Nederhorst den Berg
Wapen van de heerlijkheid Oterleek
Wapen van de heerlijkheid Petten en Nolmerban
Wapen van de heerlijkheid Vrijenhof
Wapen van de heerlijkheid Zaanen

## Overijssel

Wapen van de heerlijkheid Zalk en Vecaten
Wapen van de heerlijkheid Kampferbeke

## Utrecht

Wapen van de heerlijkheid Amelisweerd
Wapen van de heerlijkheid Amerongen
Wapen van de heerlijkheid Demrick
Wapen van de heerlijkheid Nedereind van Jutphaas
Wapen van de heerlijkheid Overeind van Jutphaas
Wapen van de heerlijkheid Leusden
Wapen van de heerlijkheid Maarsseveen
Wapen van de heerlijkheid Laag Nieuwkoop
Wapen van de heerlijkheid Oostwaard
Wapen van de heerlijkheid Pijlsweert
Wapen van de heerlijkheid Renswoude
Wapen van de heerlijkheid Reyerscop-Creuningen
Wapen van de heerlijkheid Ruwiel
Wapen van de heerlijkheid Rijsenburg
Wapen van De Vuursche
Wapen van de heerlijkheid Williskop

## Zeeland

Wapen van de heerlijkheid Aagtekerke
Wapen van de heerlijkheid Campen
Wapen van de heerlijkheid Cleverskerke
Wapen van de heerlijkheid Geersdijke
Wapen van de heerlijkheid Haamstede
Wapen van de heerlijkheid Kattendijke
Wapen van de heerlijkheid Nieuwerkerk
Wapen van de heerlijkheid Nieuwland
Wapen van de heerlijkheid Oostcapelle
Wapen van de heerlijkheid Oostbeveland
Wapen van de heerlijkheid Poortvliet
Wapen van de heerlijkheid Sint Philipsland
Wapen van de heerlijkheid Ritthem
Wapen van de heerlijkheid Soetelinkskerke
Wapen van de heerlijkheid Waarden
Wapen van de heerlijkheid Wiskerke
Wapen van de heerlijkheid Zaamslag, Aandijke en Aene

## Zuid-Holland

Wapen van de heerlijkheid ter Aa
Wapen van de heerlijkheid Albrandswaard
Wapen van de heerlijkheid Biesland
Wapen van de heerlijkheid Cromstrijen
Wapen van de heerlijkheid Duivenvoorde
Wapen van de heerlijkheid 's-Gravenambacht
Wapen van de heerlijkheid Hoog- en Wout-Harnas
Wapen van de heerlijkheid Langerak bezuiden de Lek
Wapen van de heerlijkheid Lek en Stormpolder
Wapen van de heerlijkheid West-Nieuwland
Wapen van de heerlijkheid Oosterwijk
Wapen van de heerlijkheid Spieringshoek
Wapen van de heerlijkheid SRodenburg
Wapen van de heerlijkheid Vliet
Wapen van de heerlijkheid Voshol
Wapen van de heerlijkheid Vrijenban
Wapen van de heerlijkheid Vrijenhoeve
Wapen van de heerlijkheid Wieldrecht

Overzichtsartikel: Wapens van subnationale entiteiten
Argentinië · België · Brazilië · Canada · Colombia · Duitsland · Estland · Frankrijk · Guatemala · Italië · Liechtenstein · Kroatië · Litouwen · Mexico · Nederland · Noorwegen · Oekraïne · Polen · Roemenië · Rusland · Spanje · Thailand · Uruguay · Verenigd Koninkrijk · Verenigde Staten · Wit-Rusland
Historisch: Joegoslavië